# En verden i krig
En verden i krig (originaltitel: The World at War) er en britisk dokumentarserie fra 1973 som omhandler 2. verdenskrig. Serien er på 26 episoder og regnes af mange som den mest kendte og omfattende dokumentarserie om 2. verdenskrig. En verden i krig blev produceret af Thames Television i samarbejde med Imperial War Museum, og blev vist på kanalen ITV fra 1973 til 1974. Den blev skabt og produceret af Jeremy Isaacs, mens den britiske krigshistoriker Noble Frankland blev benyttet som rådgiver. Den kostede omkring 10 millioner kroner (ca. 120. mio. i 2015) at producere og bestod i udpræget grad af arkivoptagelser fra krigen, samt interviews med overlevende deltagere. Arbejdet med serien pågik fra 1969 til 1973. Fortællerstemmen tilhører Laurence Olivier, mens musikken er komponeret af Carl Davis. En bog med samme titel, skrevet af Mark Arnold-Forster, blev udgivet parallelt med seriens første visning på Thames Television.
En del hemmeligstemplede oplysninger som briternes Enigma-aflytninger kom af gode grunde ikke med.
I Danmark blev seriens 26 episoder første gang sendt på Danmarks Radio fra 11. august 1976 til 16. februar 1977. I denne udgave blev den originale fortællerstemme af Laurence Olivier erstattet med stemmen fra kontorchef og journalist hos Danmarks Radio, Henning Knudsen. Serien havde dansk bearbejdelse af Alice Weeke, ligeledes fra Danmarks Radio.

## Afsnit
| Afsnit nr. | Original titel                       | Dansk titel                    | Sendedato ITV     | Sendedato DR (opr.) | Sendedato DR (genuds.) | Indhold                                     |
| ---------- | ------------------------------------ | ------------------------------ | ----------------- | ------------------- | ---------------------- | ------------------------------------------- |
| 1.         | "A New Germany"                      | "Det nye Tyskland"             | 31. oktober 1973  | 11. august 1976     | 4. december 2006       | Nazitysklands oprustning før 2. verdenskrig |
| 2.         | "Distant War"                        | "Den fjerne krig"              | 7. november 1973  | 18. august 1976     | 5. december 2006       | Spøgelseskrigen — september 1939 – maj 1940 |
| 3.         | "France Falls"                       | "Frankrigs fald"               | 14. november 1973 | 23. august 1976     | 6. december 2006       | Slaget om Frankrig                          |
| 4.         | "Alone"                              | "Slaget om England"            | 21. november 1973 | 1. september 1976   | 7. december 2006       | Slaget om England                           |
| 5.         | "Barbarossa"                         | "Operation Barbarossa"         | 28. november 1973 | 8. september 1976   | 8. december 2006       | Operation Barbarossa                        |
| 6.         | "Banzai!: Japan"                     | "Banzai!"                      | 5. december 1973  | 15. september 1976  | 11. december 2006      | Japan 1931-1942                             |
| 7.         | "On Our Way: U.S.A."                 | "På vej"                       | 12. december 1973 | 22. september 1976  | 12. december 2006      | USA 1939-1942                               |
| 8.         | "The Desert: North Africa"           | "Ørkenkrigen"                  | 19. december 1973 | 29. september 1976  | 13. december 2006      | Felttoget i Nordafrika                      |
| 9.         | "Stalingrad"                         | "Slaget om Stalingrad"         | 2. januar 1974    | 6. oktober 1976     | 14. december 2006      | Slaget om Stalingrad                        |
| 10.        | "Wolf Pack: U-Boats in the Atlantic" | "Ulvekoblet"                   | 9. januar 1974    | 13. oktober 1976    | 15. december 2006      | Ubådskrigen 1939-44                         |
| 11.        | "Red Star: The Soviet Union"         | "Den røde stjerne"             | 16. januar 1974   | 20. oktober 1976    | 18. december 2006      |                                             |
| 12.        | "Whirlwind: Bombing Germany"         | "Hvirvelvinden"                | 23. januar 1974   | 27. oktober 1976    | 19. december 2006      |                                             |
| 13.        | "Tough Old Gut: Italy"               | "Monte Cassino"                | 30. januar 1974   | 3. november 1976    | 20. december 2006      | Italien november 1942 - juni 1944           |
| 14.        | "It's A Lovely Day Tomorrow: Burma"  | "I morgen bli'r en dejlig dag" | 6. februar 1974   | 10. november 1976   | 21 december 2006       | Burma 1942-1944                             |
| 15.        | "Home Fires: Britain"                | "Uro på hjemmefronten"         | 13. februar 1974  | 17. november 1976   | 8. januar 2007         | England 1940-1944                           |
| 16.        | "Inside the Reich: Germany"          | "I herrefolkets rige"          | 20. februar 1974  | 24. november 1976   | 9. januar 2007         |                                             |
| 17.        | "Morning"                            | "D-dag"                        | 27. februar 1974  | 1. december 1976    | 10. januar 2007        | D-dag                                       |
| 18.        | "Occupation: Holland"                | "Besat land"                   | 13. marts 1974    | 8. december 1976    | 11. januar 2007        | Holland 1940-1944                           |
| 19.        | "Pincers"                            | "Knibtangen"                   | 20. marts 1974    | 15. december 1976   | 12. januar 2007        | Ardenneroffensiven                          |
| 20.        | "Genocide"                           | "Folkemord"                    | 27. marts 1974    | 5. januar 1977      | 15. januar 2007        | Holocaust                                   |
| 21.        | "Nemesis: Germany"                   | "Nemesis"                      | 3. april 1974     | 12. januar 1977     | 16. januar 2007        | Slaget om Berlin                            |
| 22.        | "Japan"                              | "Japans krig"                  | 10. april 1974    | 19. januar 1977     | 17. januar 2007        |                                             |
| 23.        | "Pacific"                            | "Stillehavet"                  | 17. april 1974    | 26. januar 1977     | 18. januar 2007        | Stillehavskrigen                            |
| 24.        | "The Bomb"                           | "Atombomben"                   | 24. april 1974    | 2. februar 1977     | 19. januar 2007        | Atombomberne over Hiroshima og Nagasaki     |
| 25.        | "Reckoning"                          | "Regnskabets time"             | 1. maj 1974       | 9. februar 1977     | 22. januar 2007        | Nazitysklands oprustning før 2. verdenskrig |
| 26.        | "Remember"                           | "Tilbageblik"                  | 8. maj 1974       | 16. februar 1977    | 23. januar 2007        |                                             |